# DaKine
DaKine est une entreprise fabriquant des équipements et des vêtements de sport extrême. Cette entreprise a été fondée en 1979 à Hawaï. Le nom de l'entreprise provient du créole hawaïen da kine (dérivé de the kind, « le meilleur »).
L'entreprise s'est spécialisé dans les sports suivants :
- Surf (discipline d'origine)
- Skateboard
- Snowboard
- Ski
- Planche à voile
- Kitesurf
- VTT